# Đệ Nhất Cộng hòa Dominica
Đệ Nhất Cộng hòa Dominica tồn tại từ ngày 27 tháng 2 năm 1844 với sự ra đời của Cộng hòa Dominica đến ngày 18 tháng 3 năm 1861 khi bị sát nhập vào Tây Ban Nha.

## Tổng thống
| Santana   | Jimenes | Santana          | Báez             | Santana | Regla Mota | Báez | Desiderio Valverde |
| --------- | ------- | ---------------- | ---------------- | ------- | ---------- | ---- | ------------------ |
| 1844      | 1848    | Tháng 5 năm 1849 | Tháng 9 năm 1849 | 1853    | 1855       | 1856 | 1857               |
| Santana   |         |                  |                  |         |            |      |                    |
| 1858-1861 |         |                  |                  |         |            |      |                    |